# Лов на вештице
Лов на вештице је израз који означава потрагу за особама које се баве врачањем, односно доказима о таквој активности у друштвима у којима се чарање сматра противзаконитим и/или супротним обичајем. У ужем смислу се под тиме подразумевају друштвени феномени који садрже елементе моралне панике, масовне хистерије и линча, а понекад укључују службену, односно државну санкцију кроз суђења вештицама или чаробњацима.
У још ужем смислу, под тиме се подразумева класични период прогона вештица, када су се од 15. до 18. века вештице прогониле у тадашњој Европи и Северној Америци. То је довело до погубљења између 40.000 и 60.000 људи, најчешће жена. Тај период се завршио када су у европским земљама завладале идеје рационализма и просветитељства, па су одредбе о забрани и кажњавању чаробњаштва избачене из закона. Лов на вештице се од тада углавном практикује у неевропским земљама, а данас је присутан у подсахарској Африци, Индији и Папуи Новој Гвинеји, док законске казне постоје у Саудијској Арабији и Камеруну.
У Пољској је прва вештица осуђена и спаљена на ломачи у Познању 1511. године, а пракса се наставила до 1776. године када је паралемнт у Варшави то забранио.
У савременом смислу, израз се користи за свако хистерично прогањање наводних субверзора, државних непријатеља или злостављача. Као примери обично служе макартистички лов на вештице у САД педесетих година двадесетог века и хистерија због злостављања деце у вртићима осамдесетих и деведесетих година истог века.